# Вейль Володимир Сигизмундович
Володи́мир-Карл Сигизму́ндович де Вейль (11 січня 1868, Київ, Російська імперія — 18 березня 1928, Париж, Франція) — російський військовик, генерал-майор Російської імператорської армії, генерал-хорунжий Армії Української Держави. Учасник Першої світової війни, громадянської війни в Росії. Політичний емігрант.

## Життєпис
Народився в Києві 11 січня 1868 року. Мав старшого брата Георгія-Едуарда.
1885 року закінчив Київський кадетський корпус, 1887 року — 2-ге Костянтинівське військове училище, а 1893 року — Академію Генерального штабу в Санкт-Петербурзі. Володів російською, українською, французькою та німецькою мовами.
Служив офіцером у лейбгвардії Ізмайловському полку, пізніше — помічником старшого ад'ютанта штабу Туркестанського військового округу (1895) та Закаспійської області (1895—1899). 1899 року отримав звання підполковника, а 1903 року — полковника. 1901 року пройшов цензове командування в 91-му Двінському піхотному полку. Служив штаб-офіцером у 2-й (1902—1904) та 1-й (1904—1907) Фінляндських стрілецьких бригадах. 1907 року призначений командиром 205-го піхотного резервного Ізмаїльського полку, а 1908 — 15-го стрілецького полку.
1912 року отримав звання генерал-майора та призначений начальником штабу Брест-Литовської фортеці.
Після початку в 1914 році Першої світової війни призначений начальником штабу 11-ї армії Південно-Західного фронту, що брала участь в облозі Перемишля. Після завершення облоги призначений на ту ж посаду в 24-му армійському корпусі.
1917 року призначений представником Генерального секретаріату Української Центральної Ради стосовно Румунського фронту, командував 188-ю піхотною дивізією. За часів Української Держави гетьмана Павла Скоропадського в 1918 році мав звання генерал-хорунжого, входив до складу Комісії Генерального штабу зі створення військових шкіл, служив генералом для доручень при військовому міністрові.
1919 року вступив до Збройних сил півдня Росії білогвардійського генерала Денікіна, де перебував у розпорядженні начальника постачання військ Терсько-Дагестанського краю. У серпні 1919 року призначений херсонським губернатором. Евакуйований до Болгарії, однак 1920 року повернувся до білогвардійських сил у складі Російської армії генерала Врангеля.
Після остаточної поразки білогвардійців у Криму 1921 року виїхав до Франції. Помер у Парижі 18 березня 1928 року. Похований на цвинтарі Сен-Женев'єв-де-Буа.

## Нагороди
- Орден Святого Станіслава III ступеня (1896), I ступеня (1915)
- Орден Святої Анни III ступеня (1901), II ступеня (1906), I ступеня (1915)
- Орден Святого Володимира IV ступеня (1908), III ступеня (1911), II ступеня з мечами (1916)[4]